# Burenia nasuta
Burenia nasuta är en mångfotingart som beskrevs av Carl Graf Attems 1928. Burenia nasuta ingår i släktet Burenia och familjen Siphonotidae. Inga underarter finns listade i Catalogue of Life.